# Renê Weber
Pour les articles homonymes, voir Weber.
Renê Weber, de son nom complet Renê Carmo Kreutz Weber (Roque Gonzales, 7 juillet 1961 – Rio de Janeiro, 16 décembre 2020), est un footballeur brésilien reconverti en entraîneur.

## Biographie
Renê Weber se distingue comme joueur au sein du Fluminense entre 1984 et 1987 (143 matchs disputés pour 15 buts marqués). Il y remporte notamment le championnat du Brésil en 1984.
Devenu entraîneur, sa carrière reste associée à celle de Paulo Autuori dont il a été l'adjoint à plusieurs reprises (Cruzeiro EC, São Paulo FC et Botafogo FR). À l'étranger, il dirige le Sporting Cristal, au Pérou, en 2003. Deux ans plus tard, il est nommé à la tête de l'équipe du Brésil des moins de 20 ans qu'il conduit à la 3e place lors de la Coupe du monde U20 aux Pays-Bas en 2005.
Interné dans un hôpital de Rio de Janeiro, il meurt le 16 décembre 2020 victime de la pandémie de Covid-19.

## Palmarès

### Joueur
- Champion du Brésil en 1984 avec Fluminense.